# Culture dans les Hautes-Pyrénées
Cet article traite de différents aspects de la culture dans les Hautes-Pyrénées, un département du sud-ouest de la France.

## Langues
Les  Hautes-Pyrénées appartiennent à l'ensemble linguistique gascon, on y parle parfois localement le patois bigourdan.

## Patrimoine

### Patrimoine archéologique

#### Châteaux
- Château de Beaucens à Beaucens
- Château des Comtes de Comminges à Bramevaque
- Château fort de Lourdes, à Lourdes
- Château Sainte-Marie d'Esterre à Esterre
- Château de Mauvezin, à Mauvezin
- Château de Montoussé à Montoussé
- Château de Tramezaygues à Tramezaygues

Sélection de vues des châteaux.
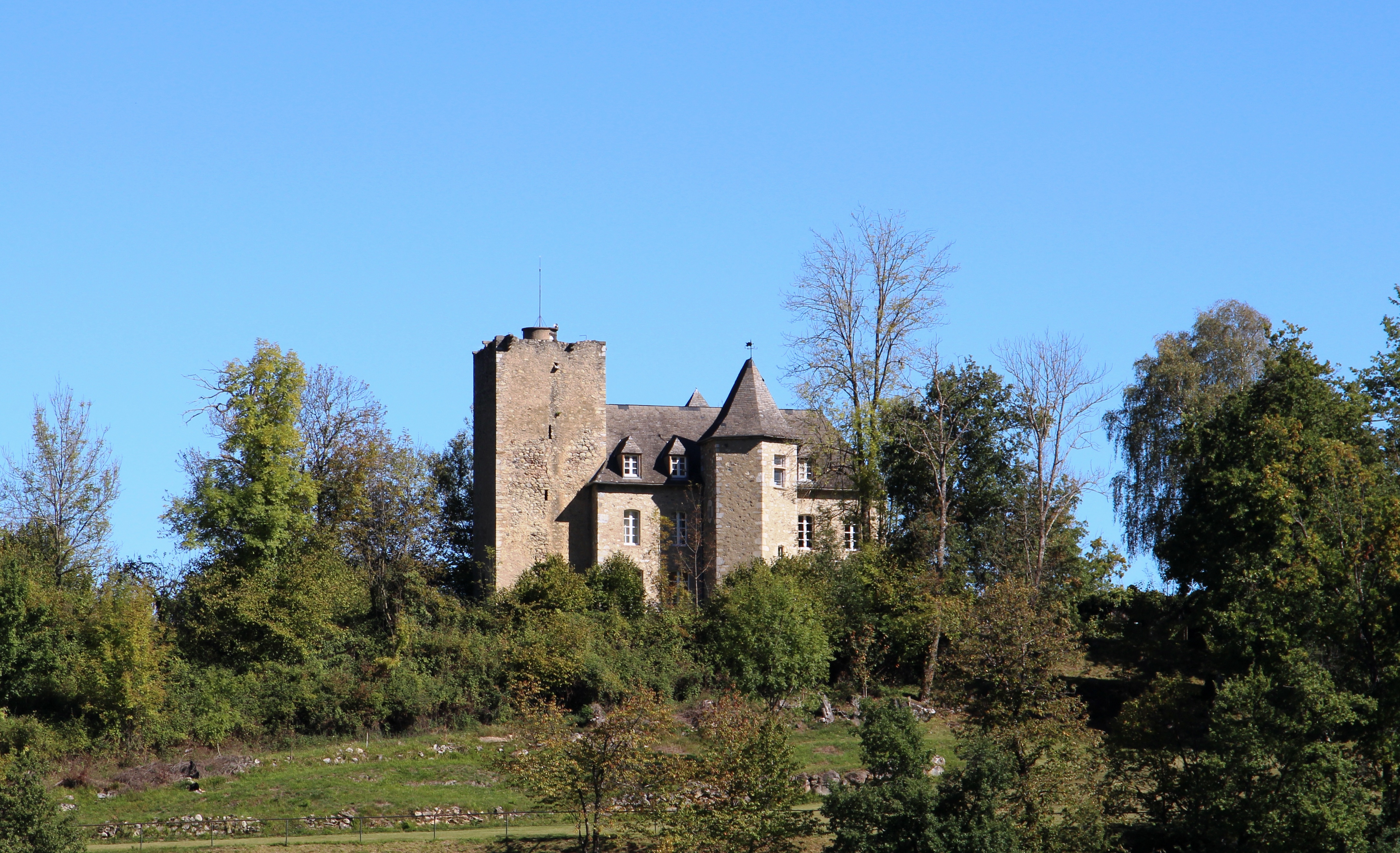
Château du Prince noir.
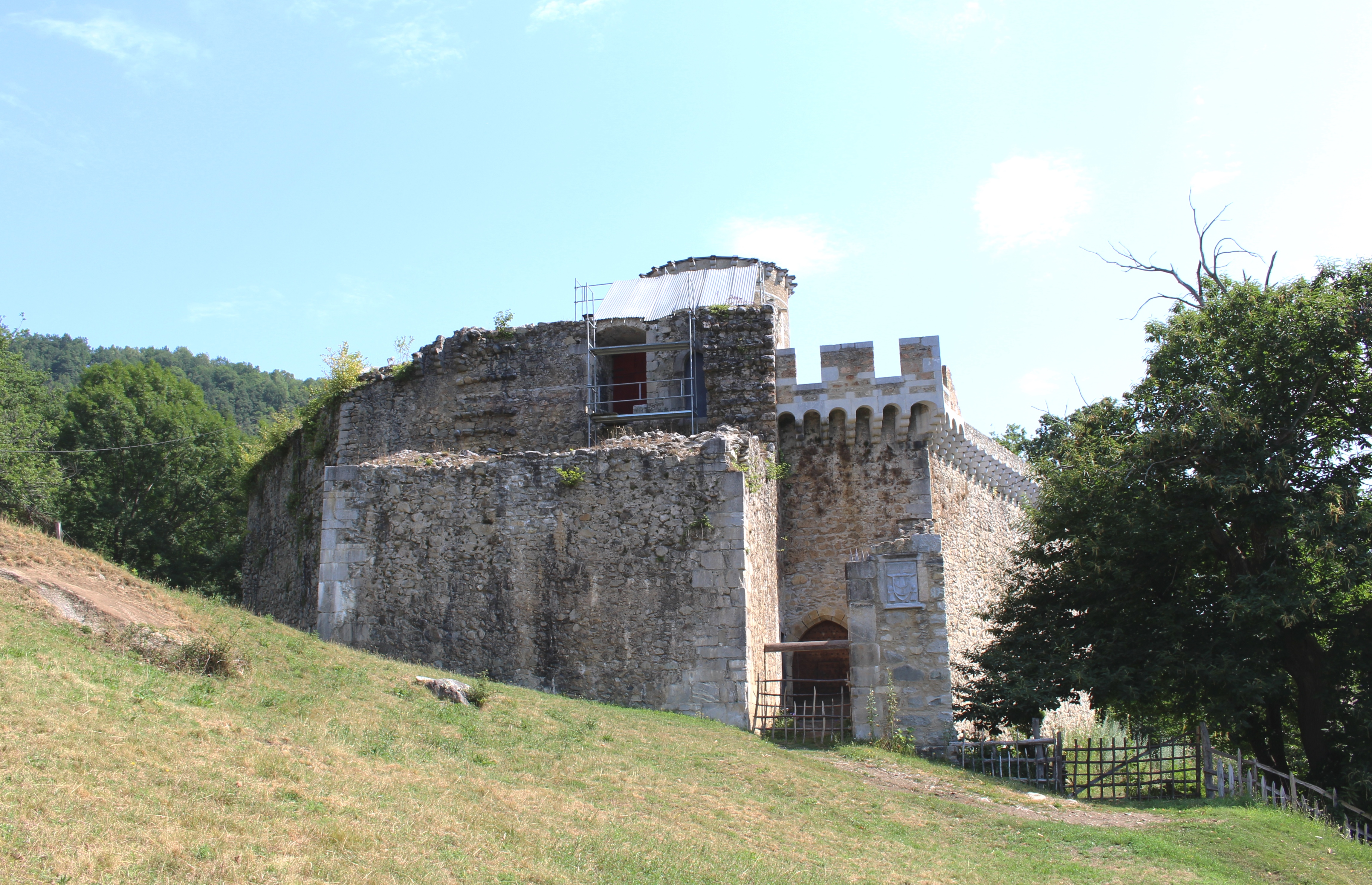
Château d'Arras.
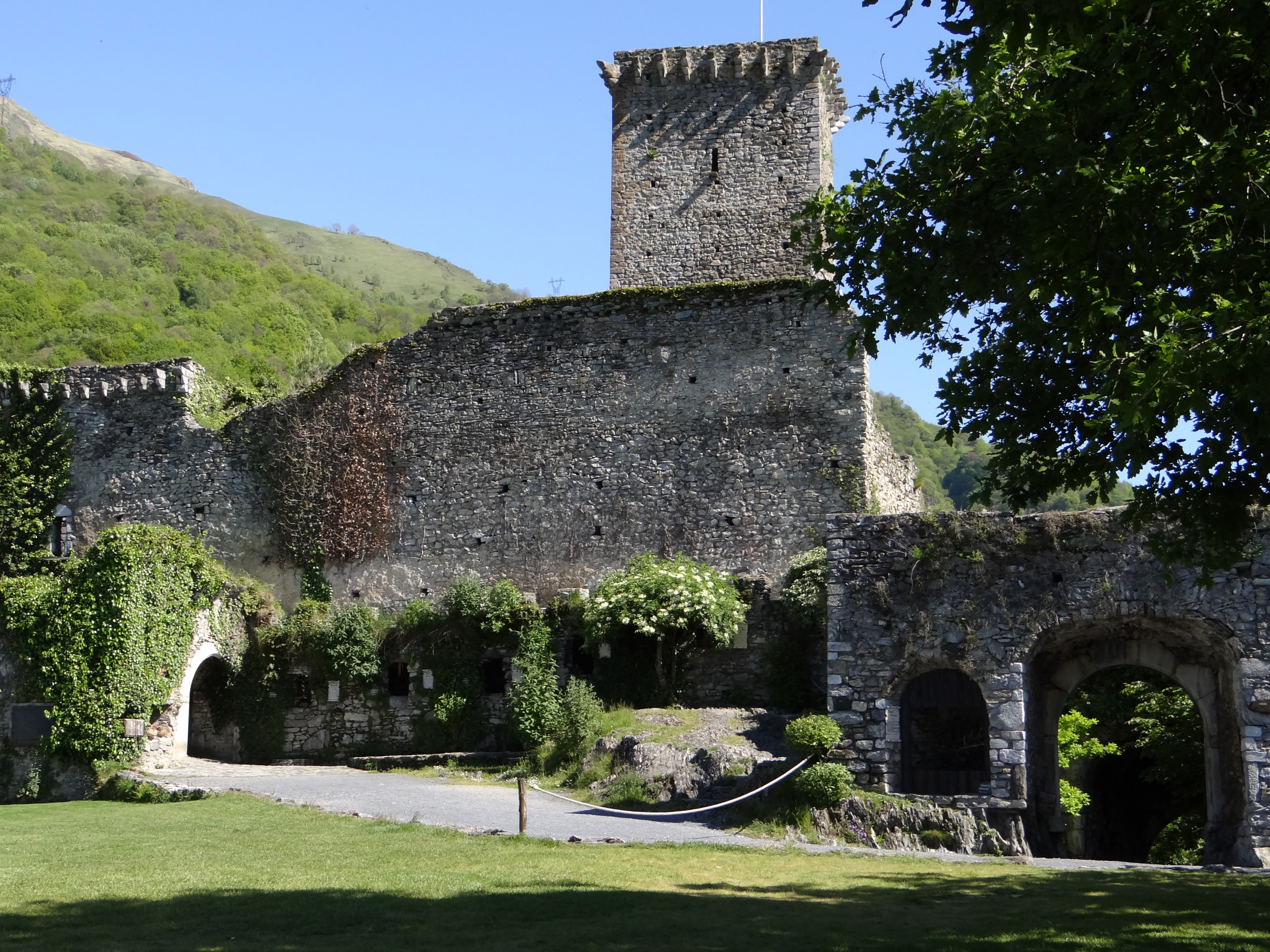
Château de Beaucens
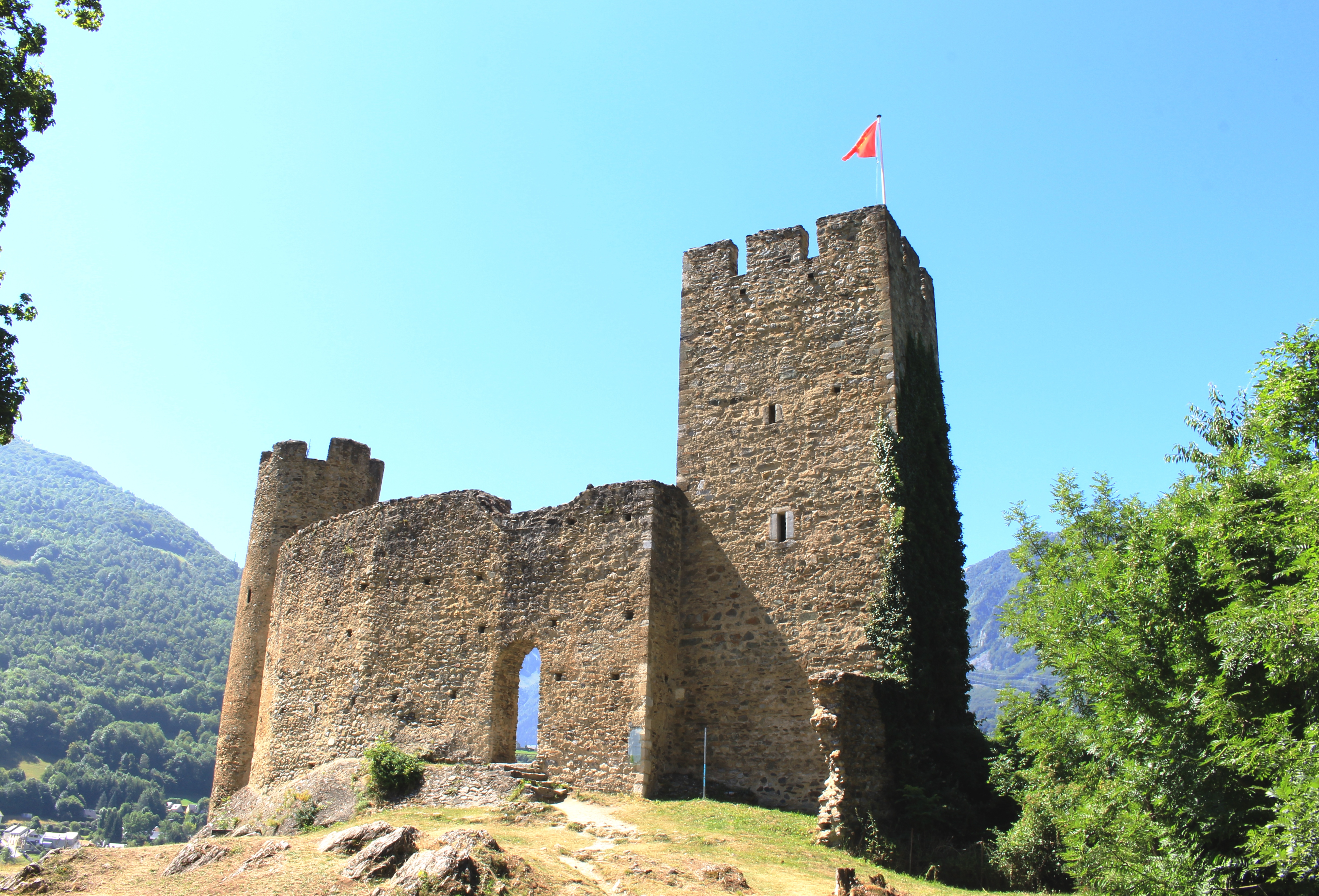
Château de Sainte Marie.
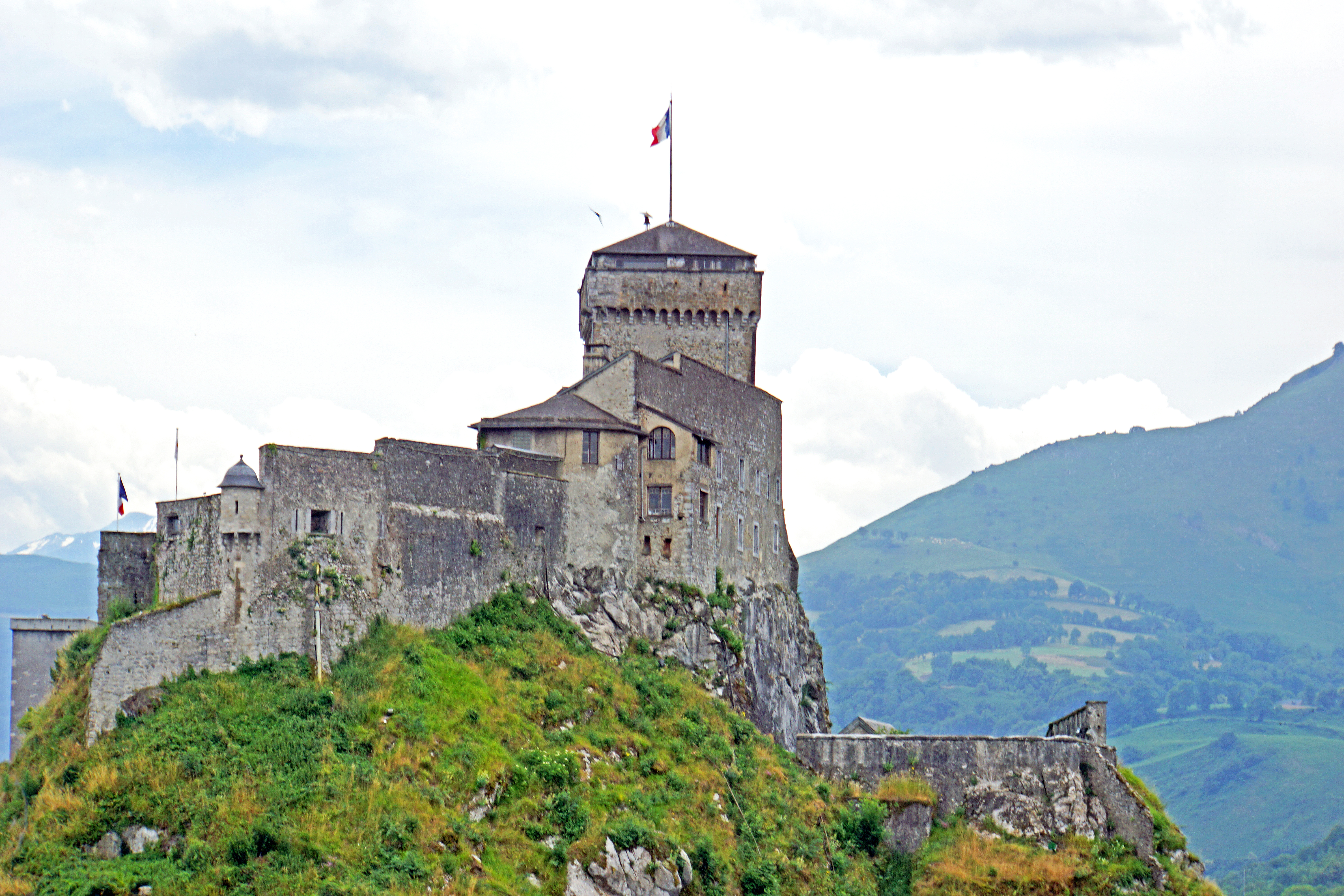
Château fort de Lourdes.
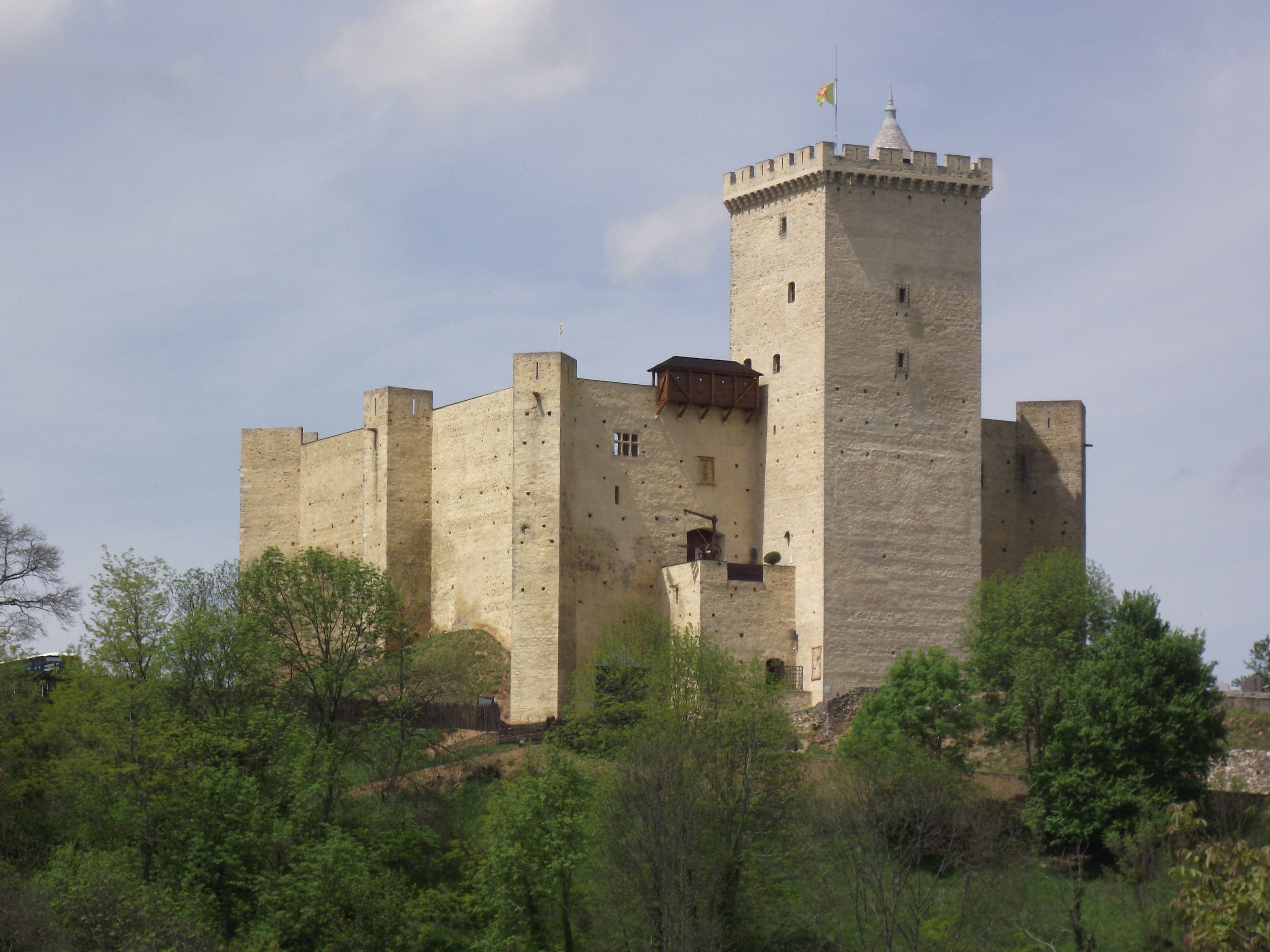
Château de Mauvezin.
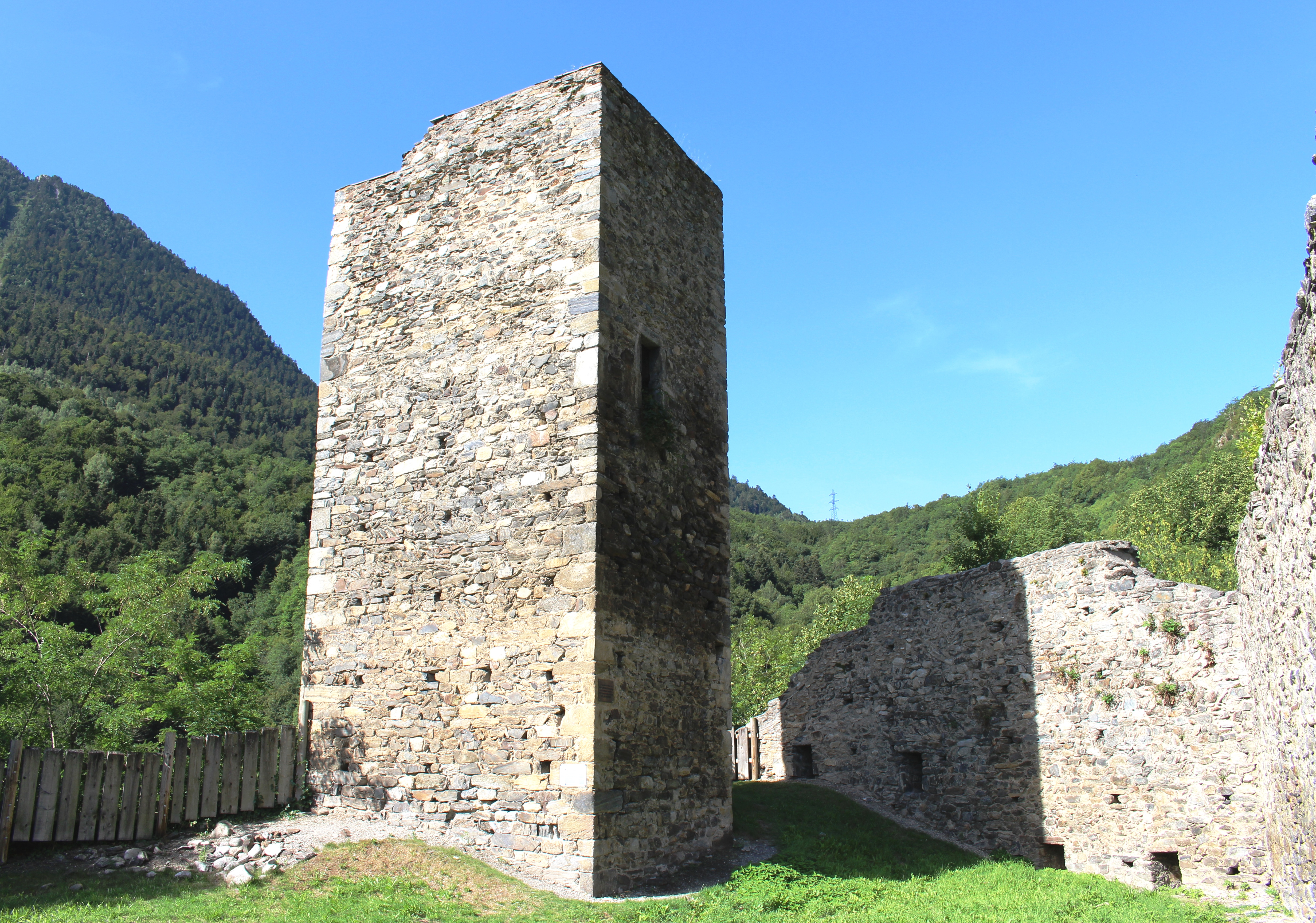
Château de Tramezaygues.

Le Château de Mauvezin à Mauvezin est le mieux conservée des anciennes forteresses des Hautes-Pyrénées. 
Mais on peut voir encore plusieurs donjons, plus ou moins ruinés.

Les ruines d'anciens châteaux : Jalou, de Castelloubon, de Montoussé,

Le château d'Agos-Vidalos : construit au XIIe siècle,

Le Donjon de Cadéac,

Le Donjon de Génos,

La Tour de Hèchettes,

Le Donjon des Angles : construit au XIe siècle,

### Architecture religieuse
- Très lourd patrimoine religieux dû à la ville de Lourdes.

#### Galerie d'images

Sélection de vues des basiliques
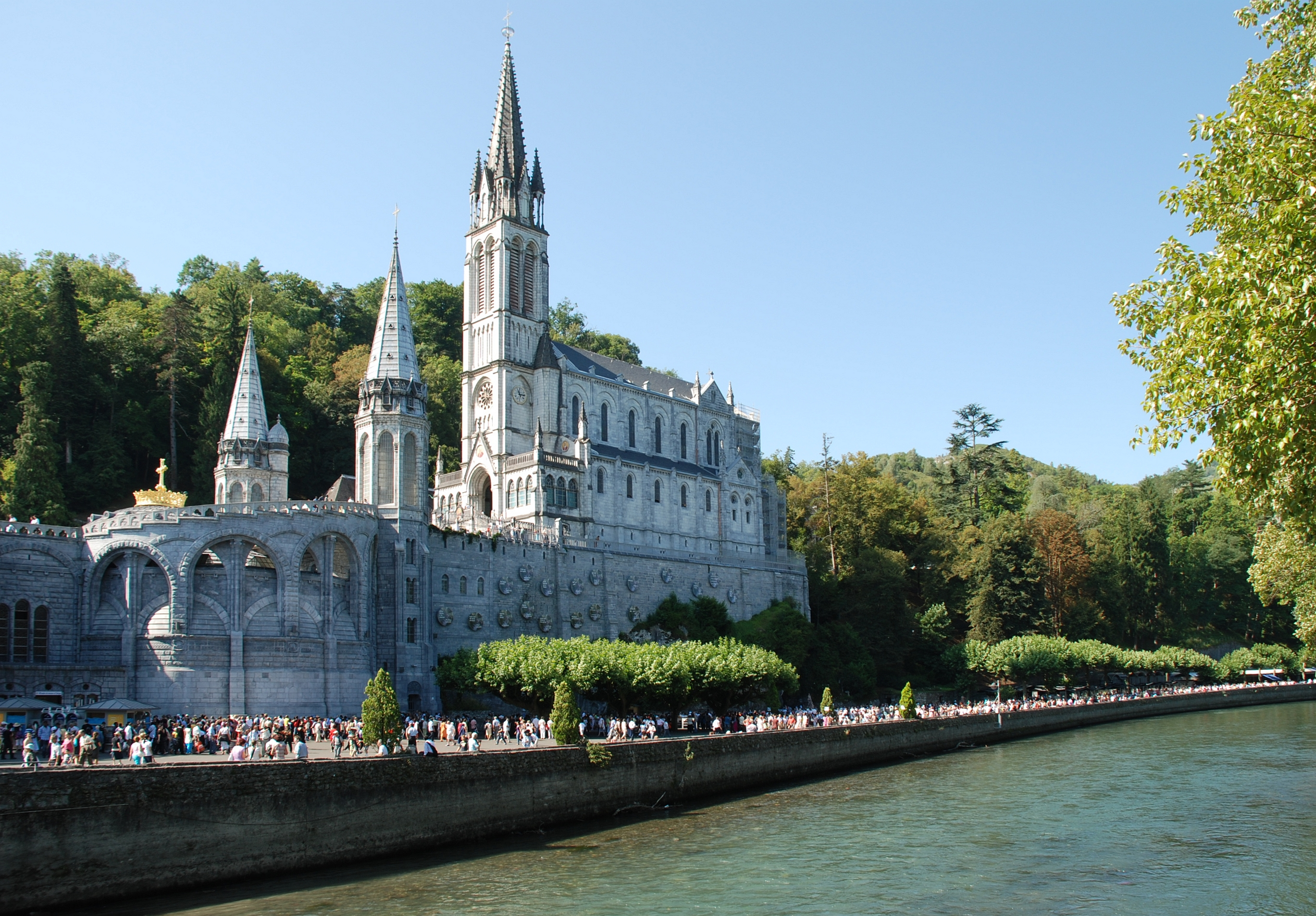
Basilique de l'Immaculée-Conception de Lourdes
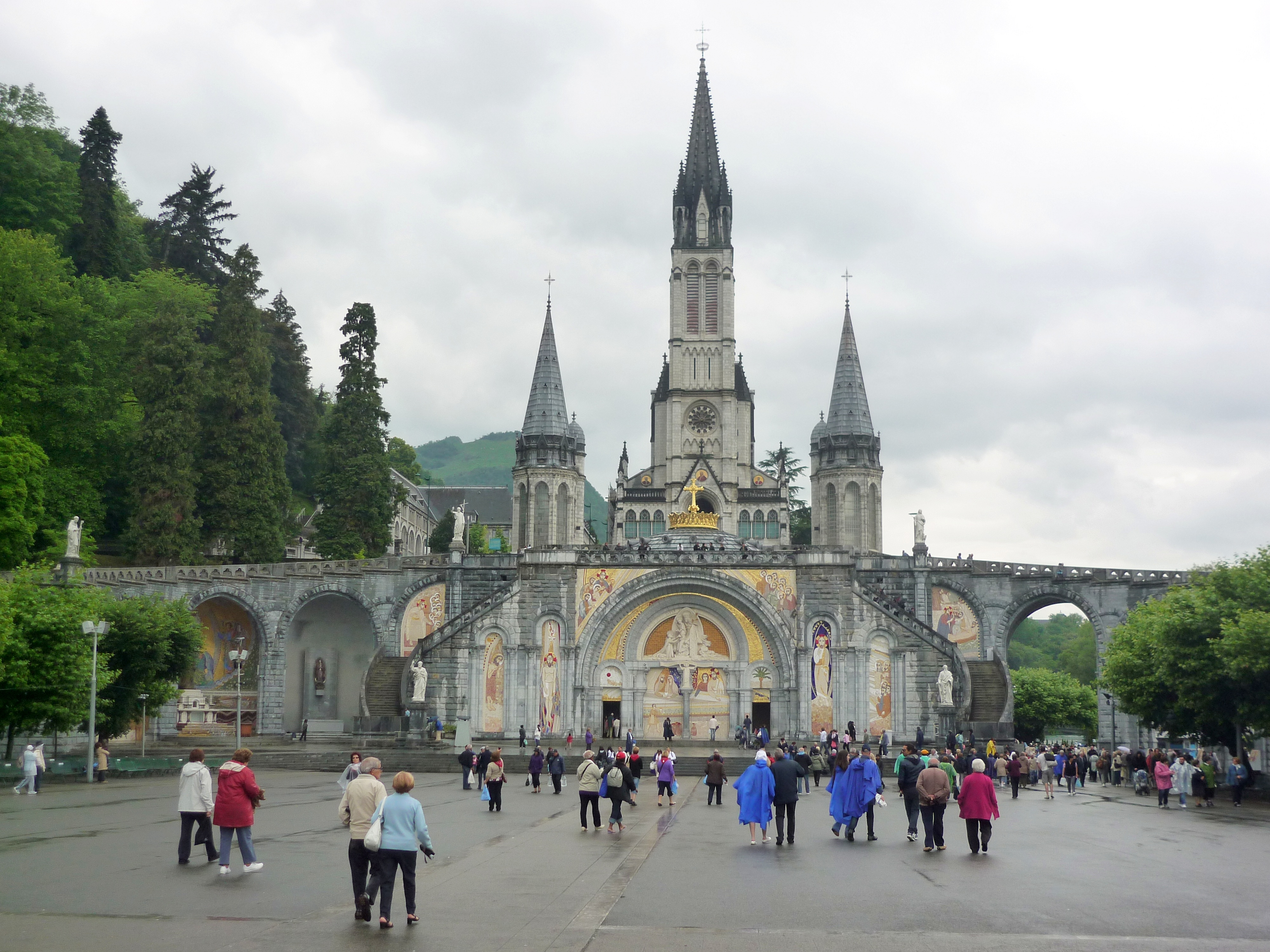
Basilique Notre-Dame-du-Rosaire de Lourdes
Basilique Saint-Pie-X de Lourdes

Sélection de vues des églises
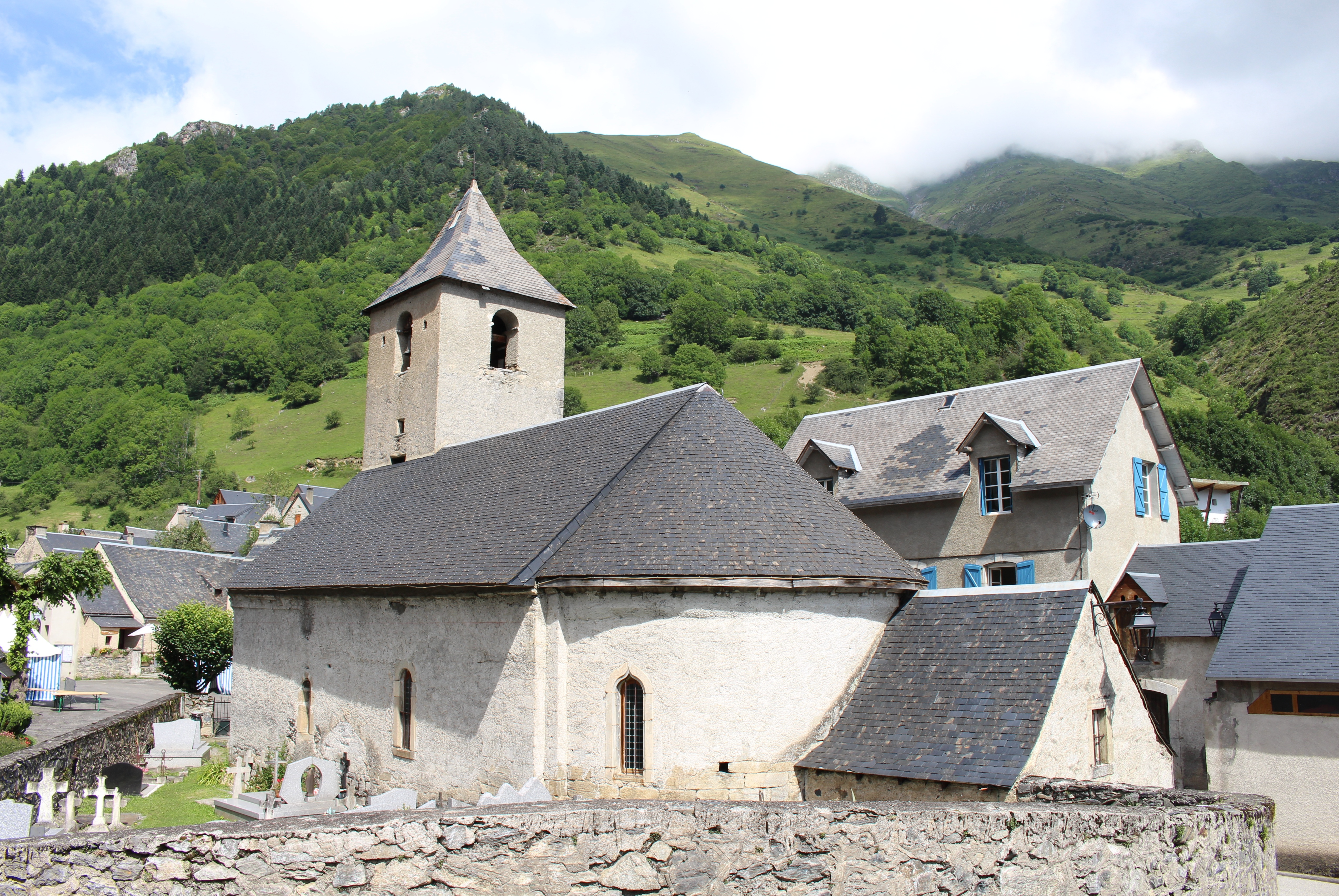
Église Saint-Félix-de-Valois d'Aulon
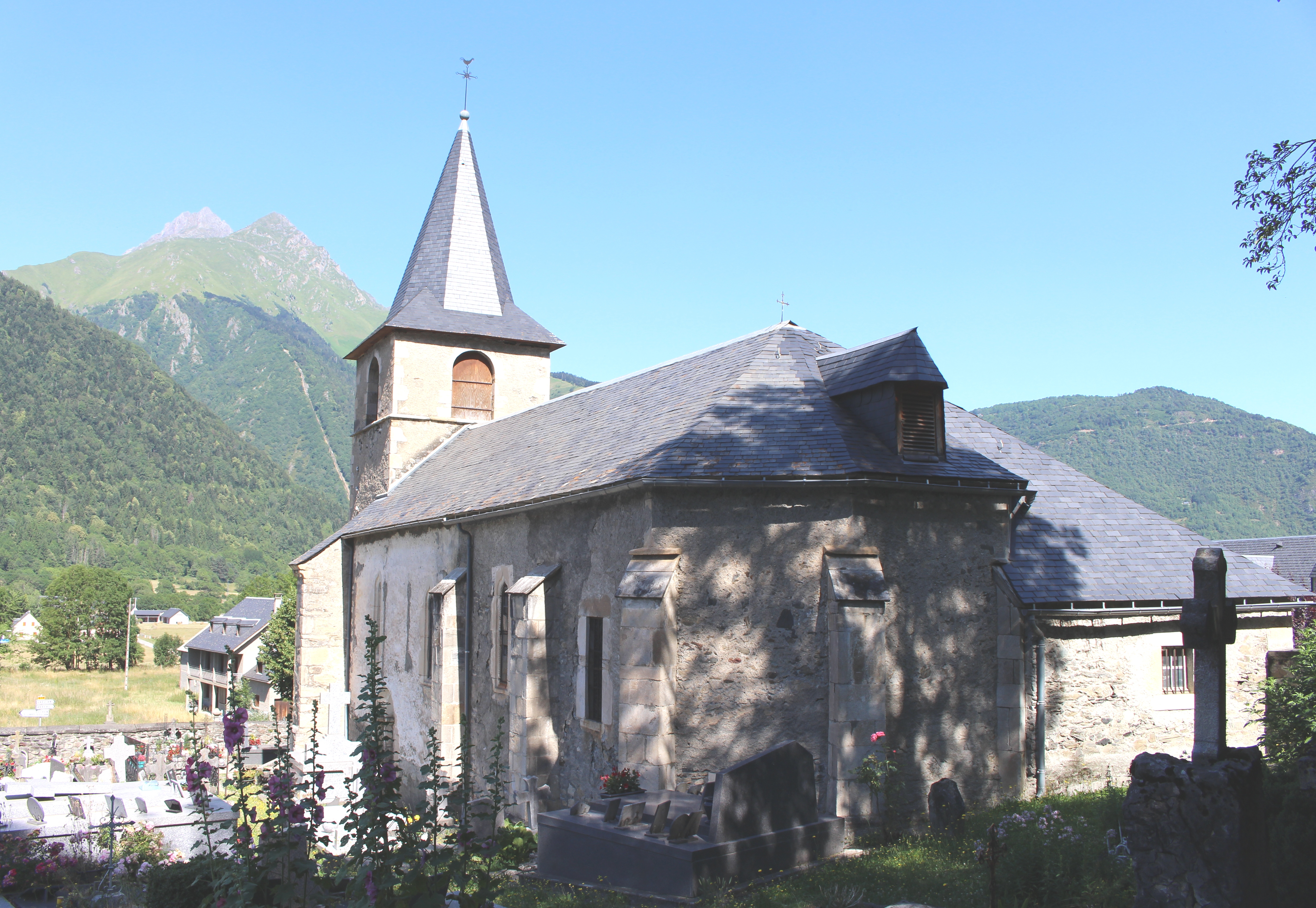
Église Saint-Michel de Bazus-Aure
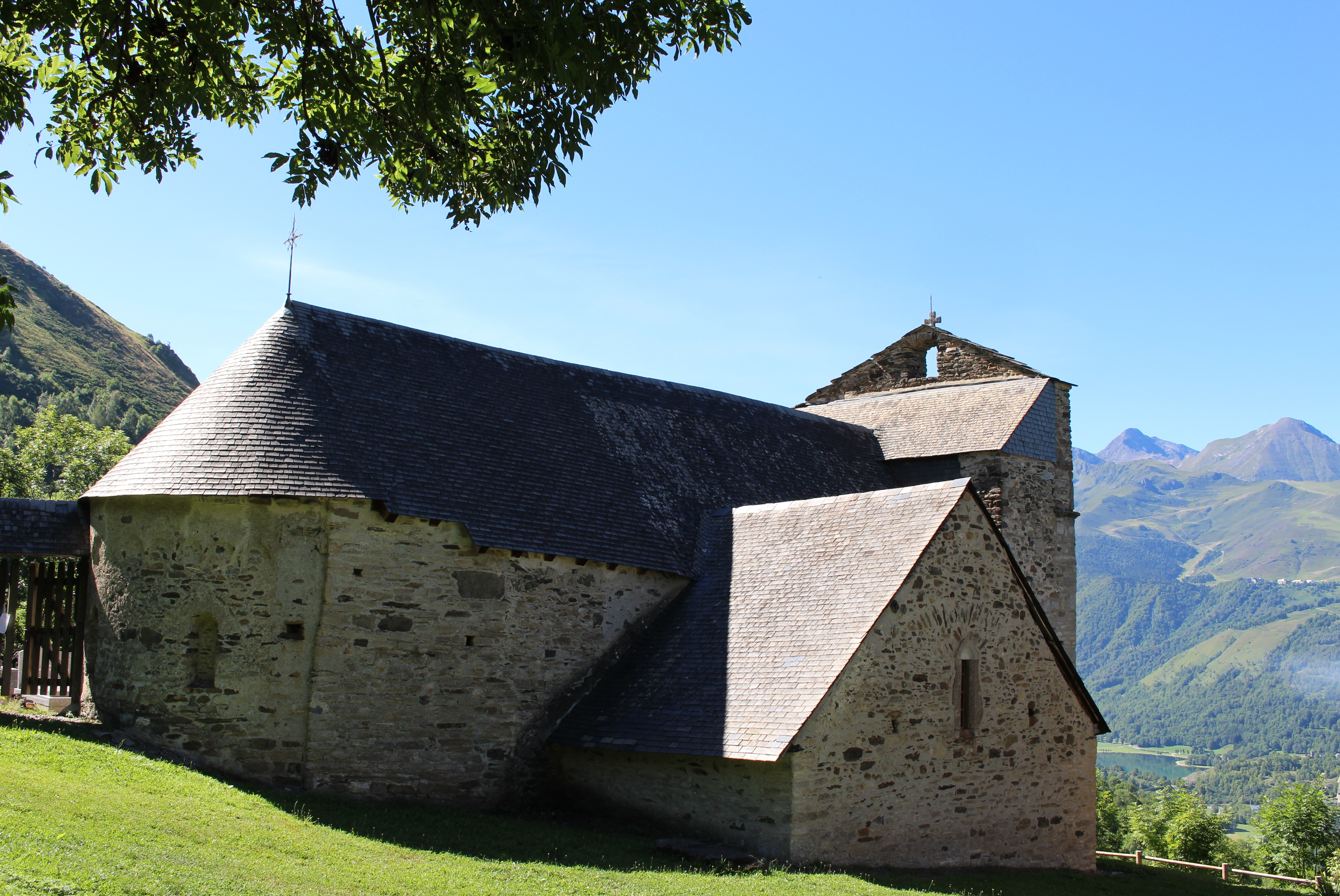
Église Saint-Calixte de Cazaux-Fréchet-Anéran-Camors
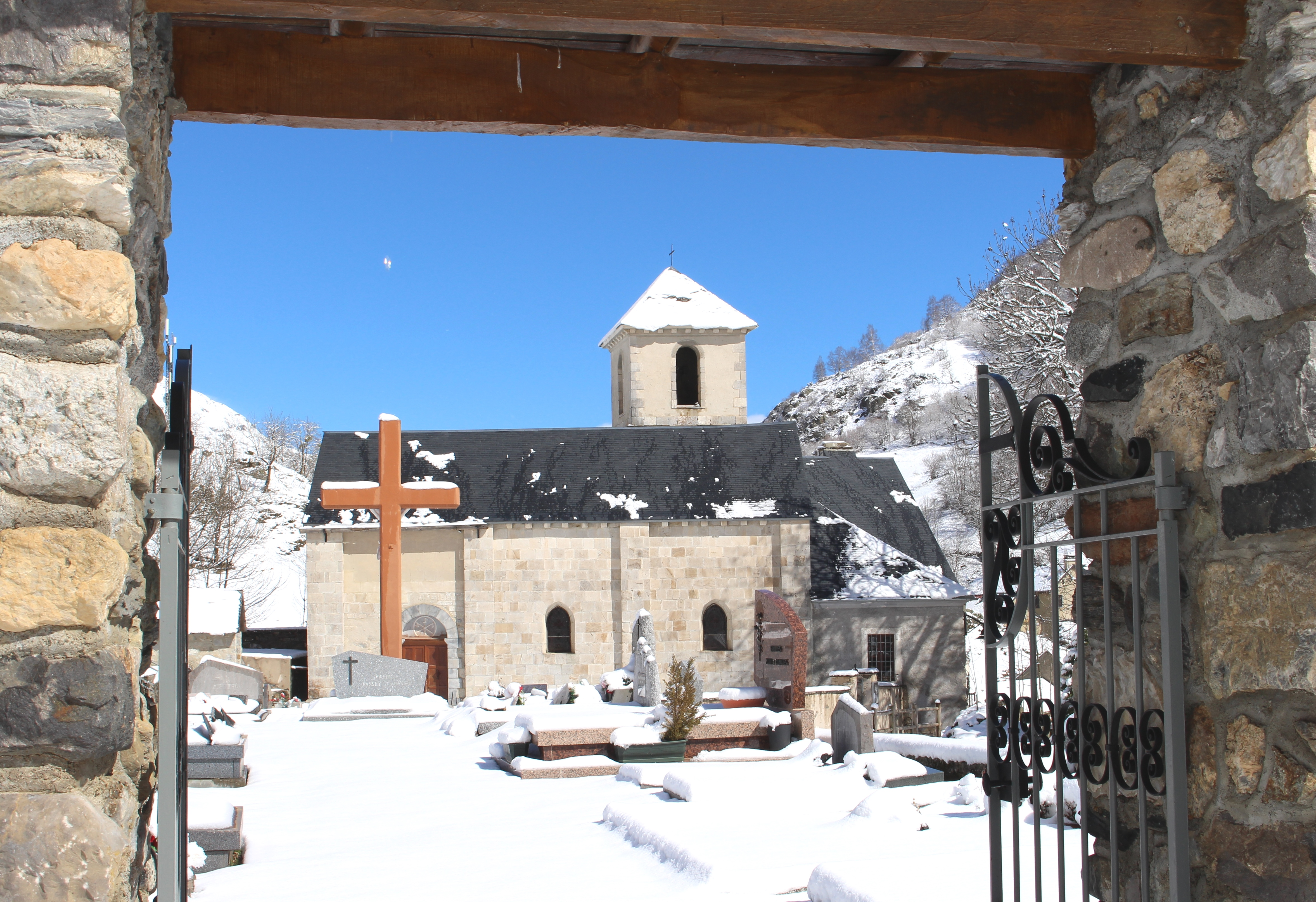
Église Notre-Dame-du-Bon-Port de Gavarnie
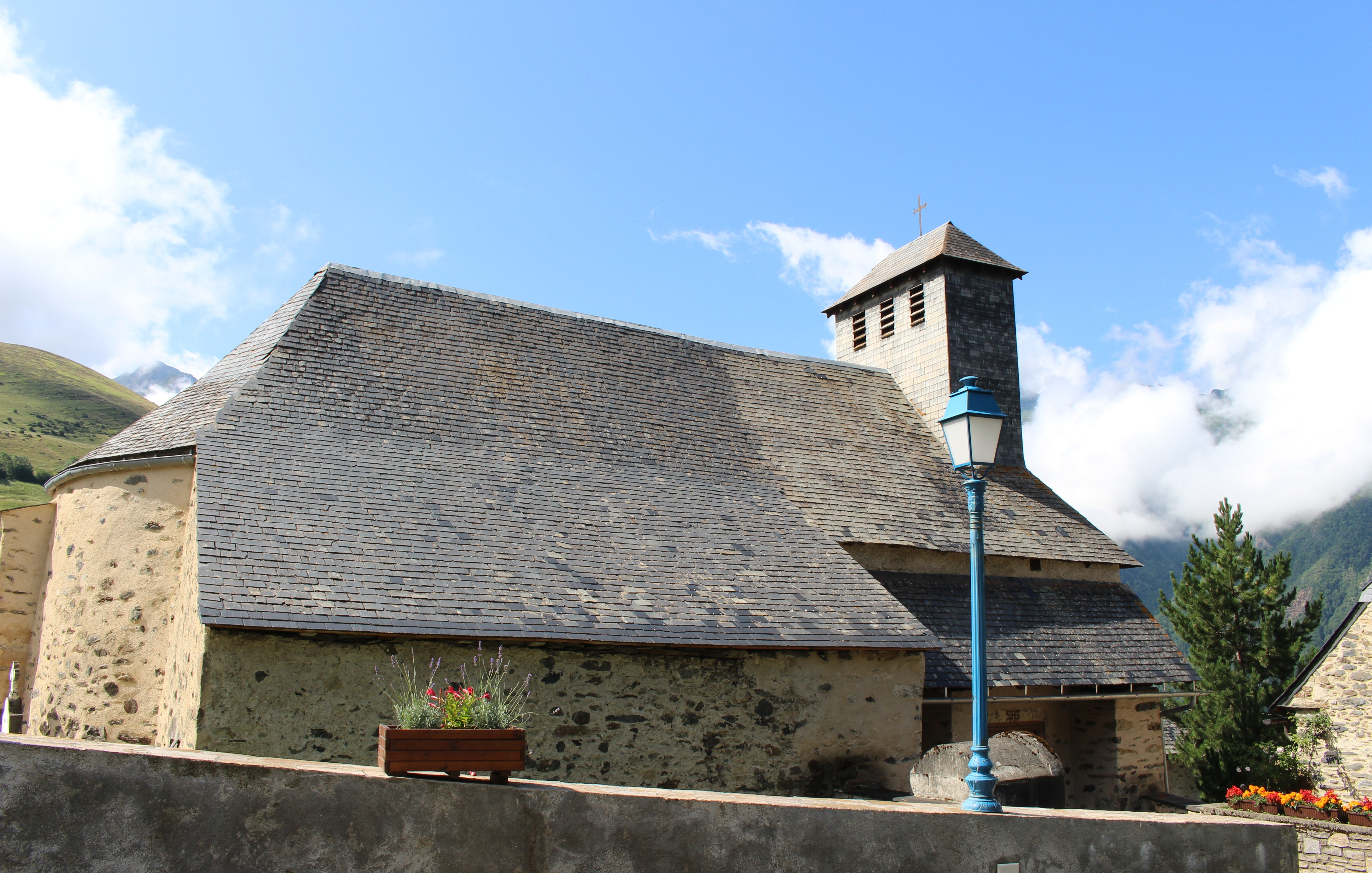
Église de l'Invention-de-Saint-Étienne de Germ
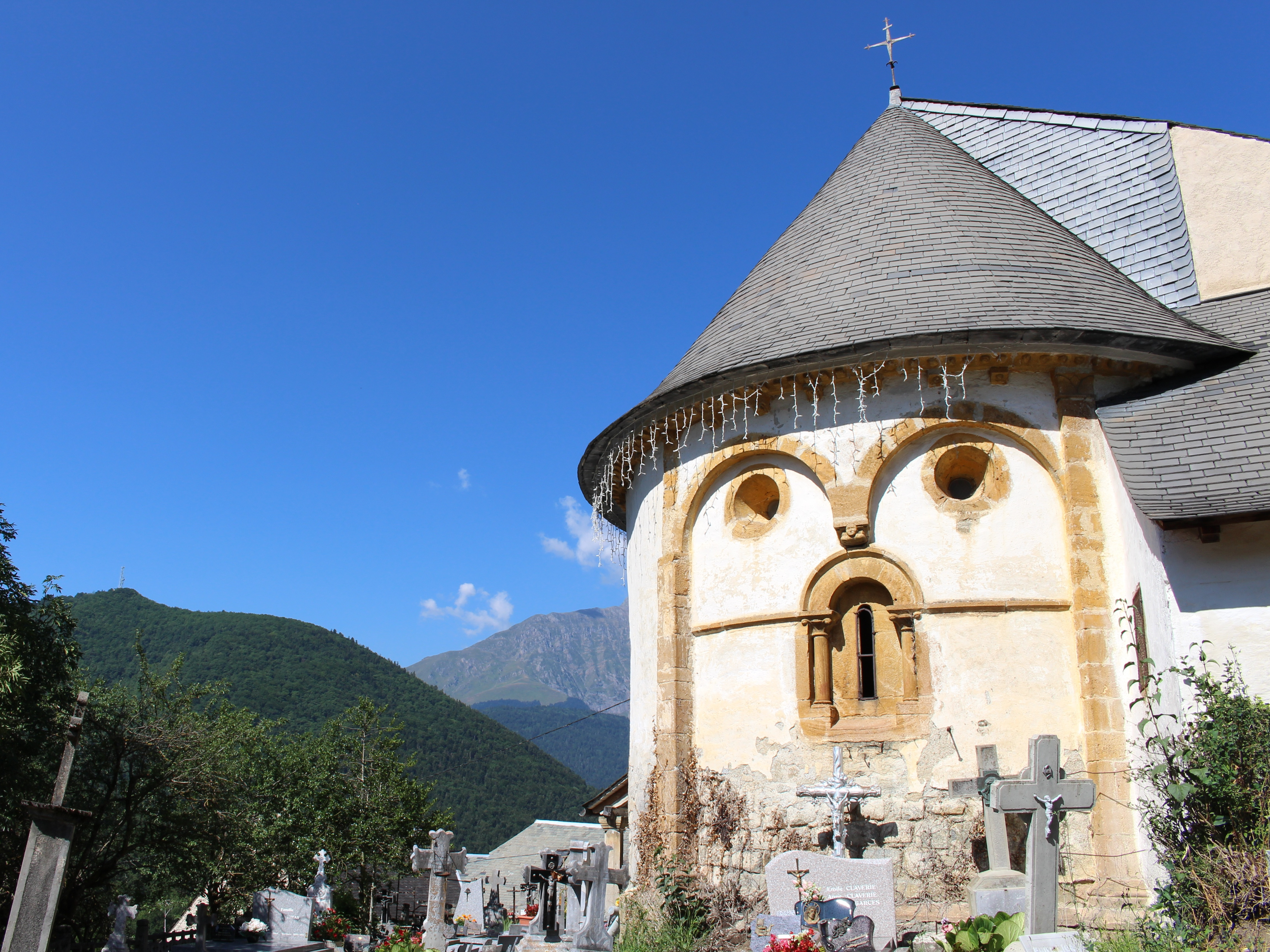
Église Saint-Laurent de Jézeau
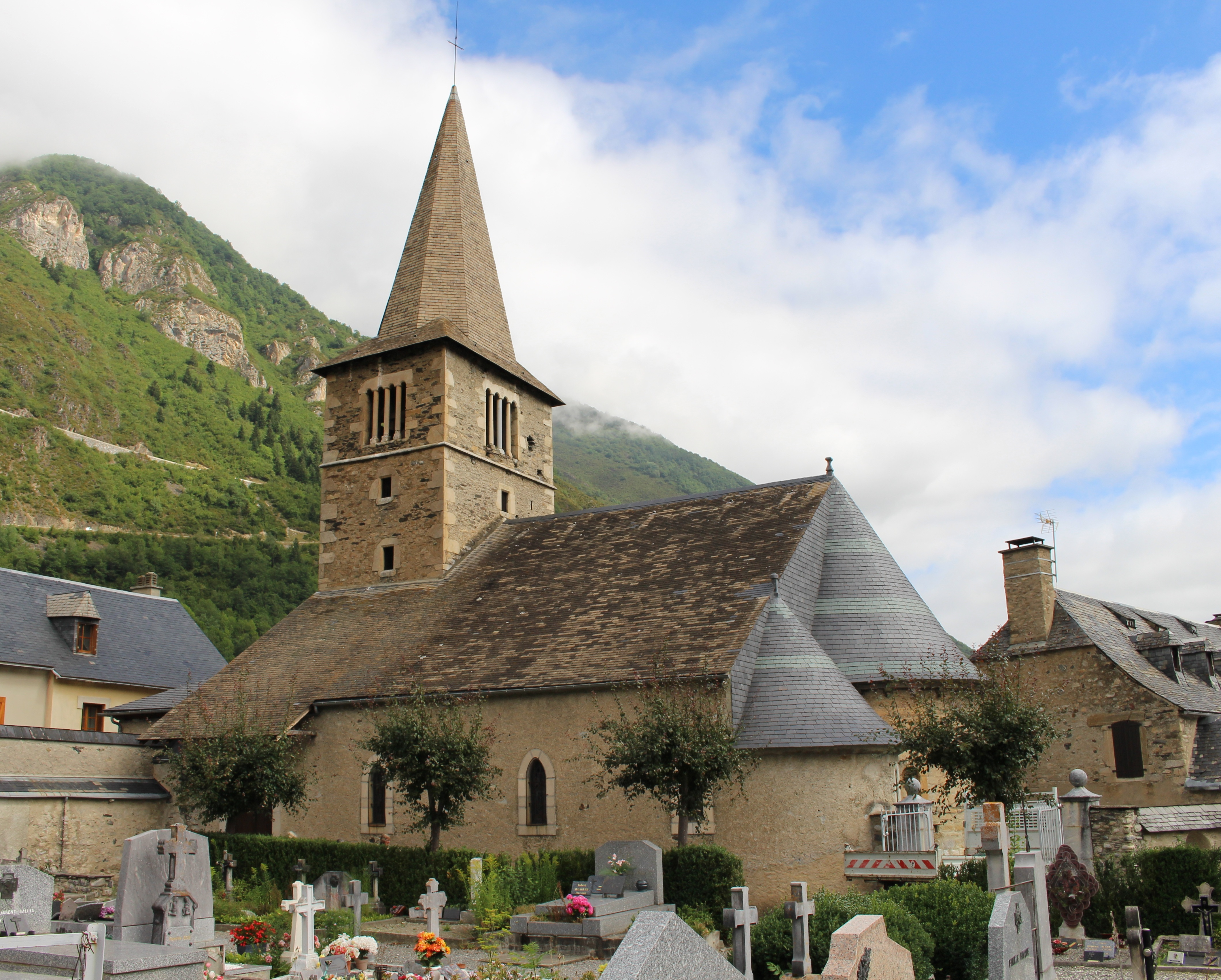
Église Saint-Barthélémy de Vielle-Aure

Sélection de vues des chapelles
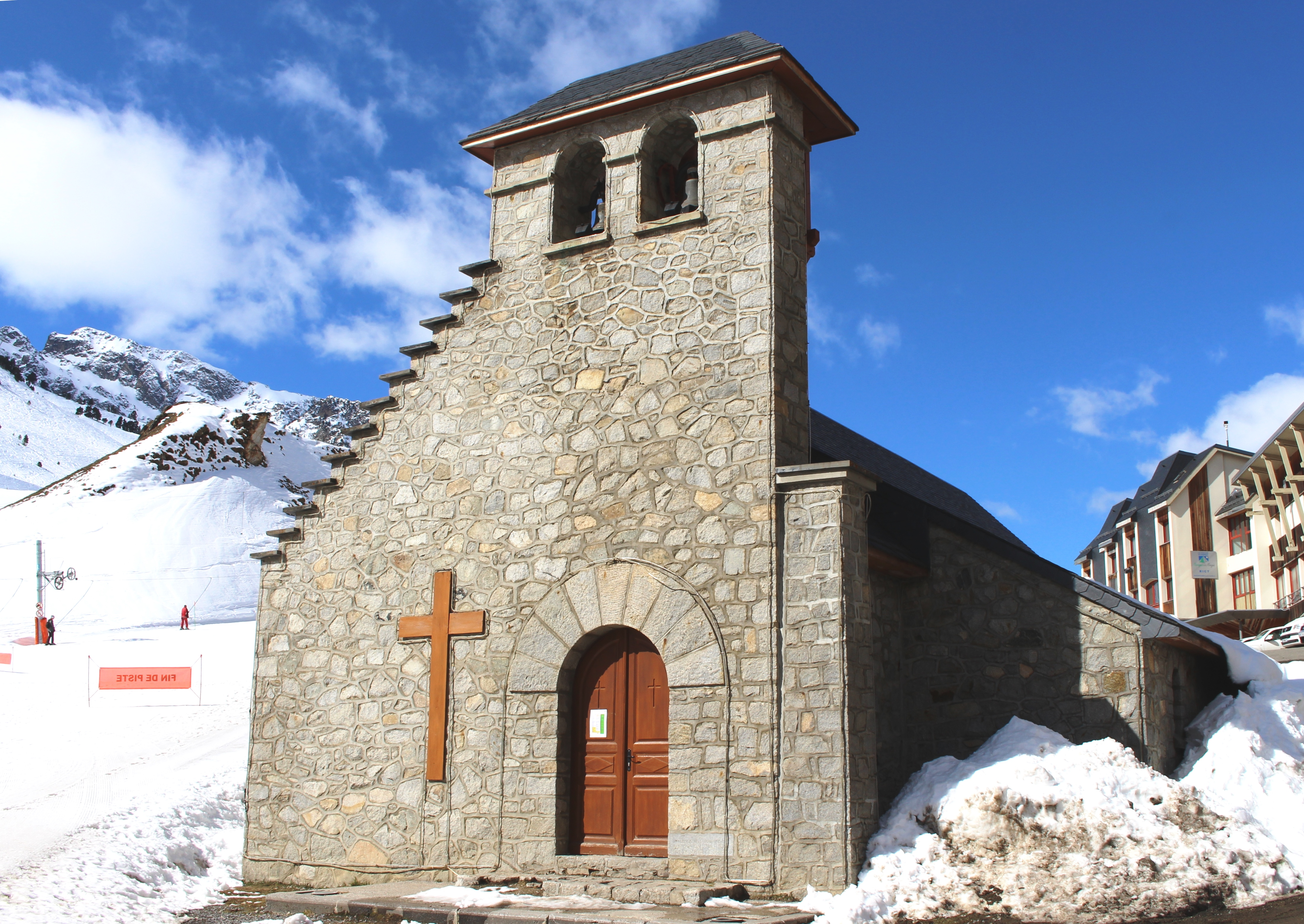
Chapelle Notre-Dame de La Mongie
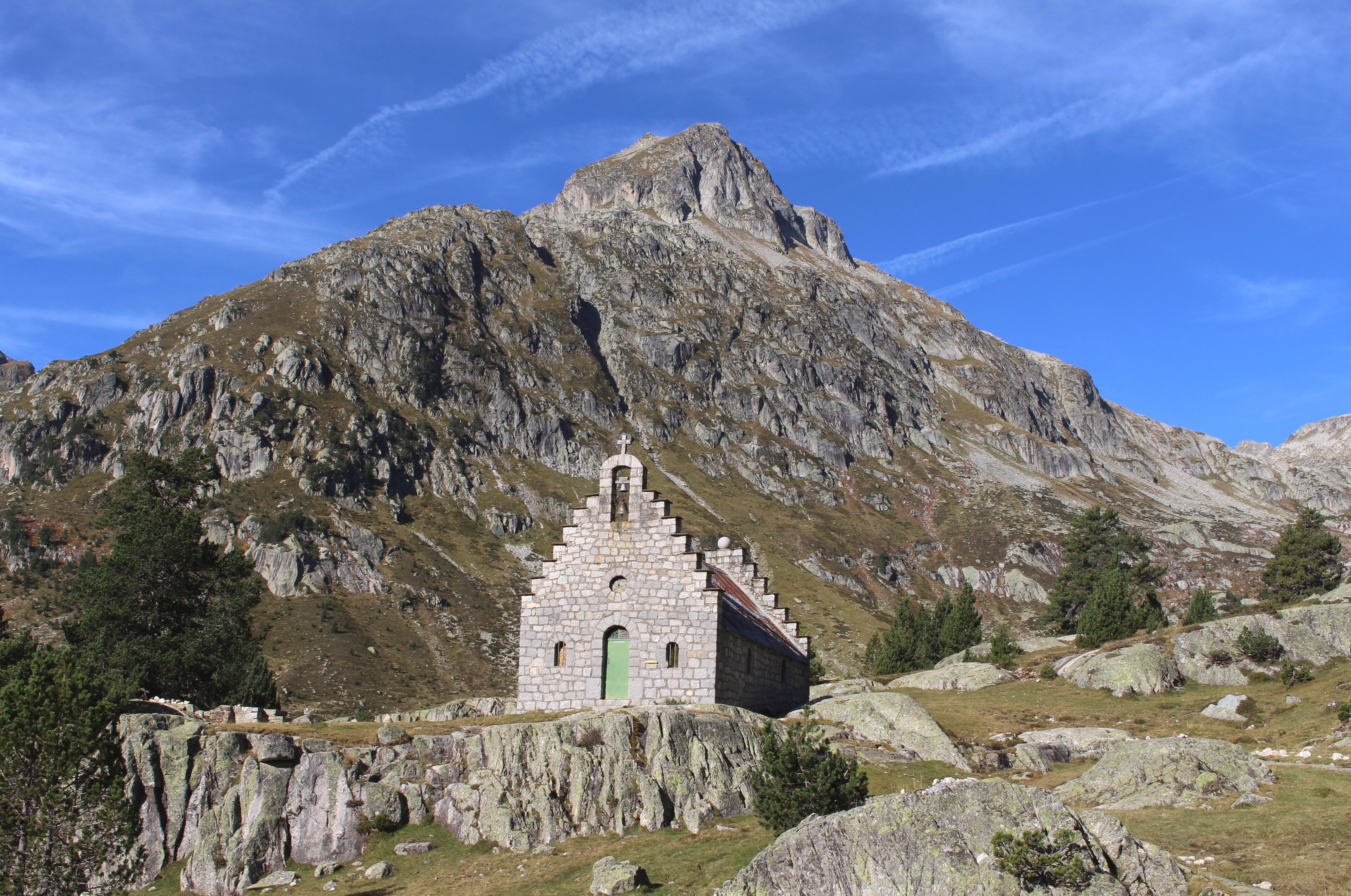
Chapelle du Marcadau
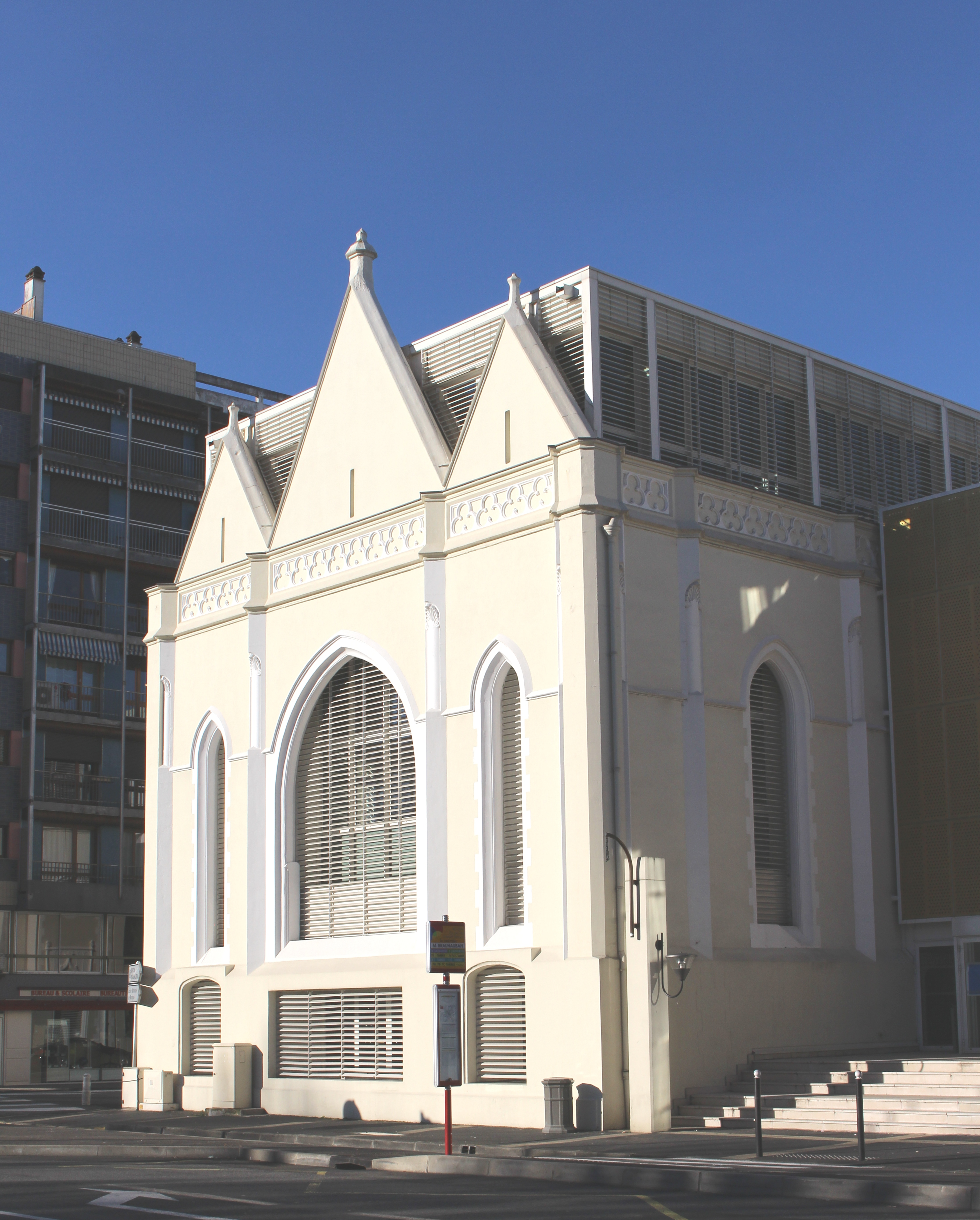
Chapelle du conservatoire de Tarbes
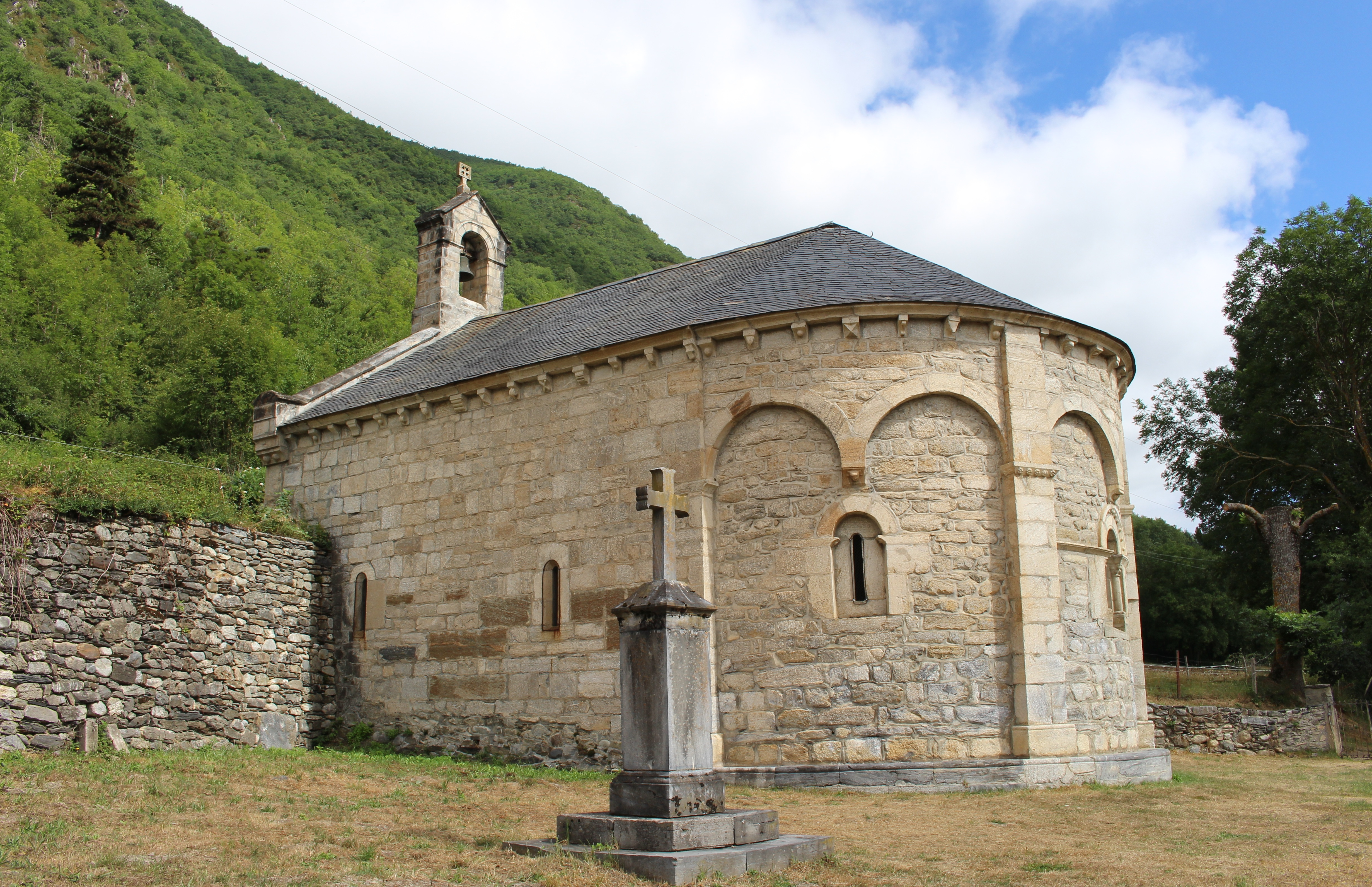
Chapelle Saint-Pierre d'Agos

### Patrimoine rural
Héritant d'un terroir agricole très ancien, les Hautes-Pyrénées conservent un important patrimoine rural que nombre de communes s'efforcent de préserver. Il s'agit notamment de fontaines et lavoirs, tel celui d’ Azereix qui est inscrit au titre des monuments historiques.
- Lavoir d'Azereix
- Lavoir de Pouy
- Lavoir de Fréchet-Aure
- Lavoir de Bourisp
- Lavoir de Mazères-de-Neste
- Lavoir d'Omex

Sélection de vues de lavoirs municipaux.
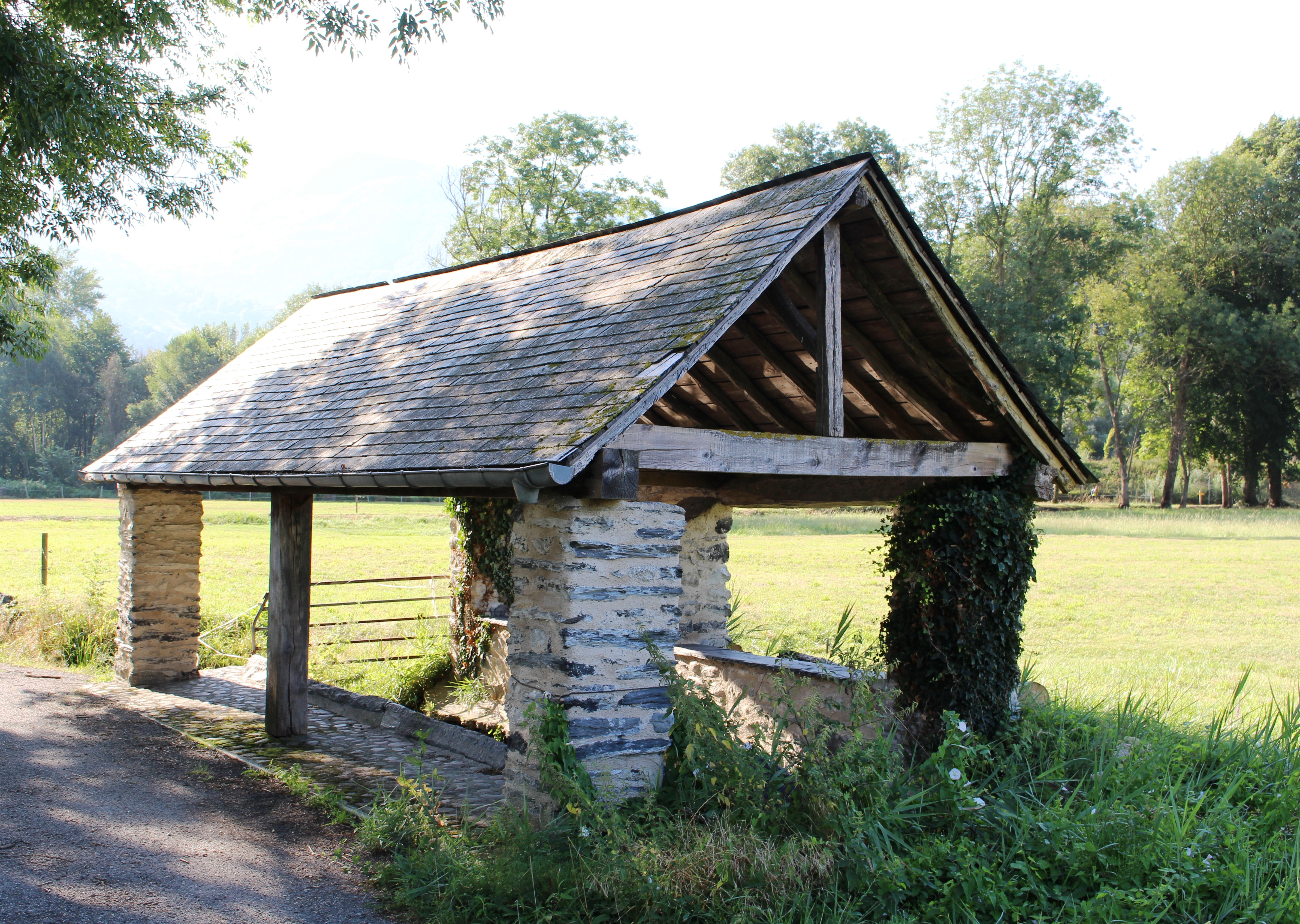
Lavoir de Vidalos
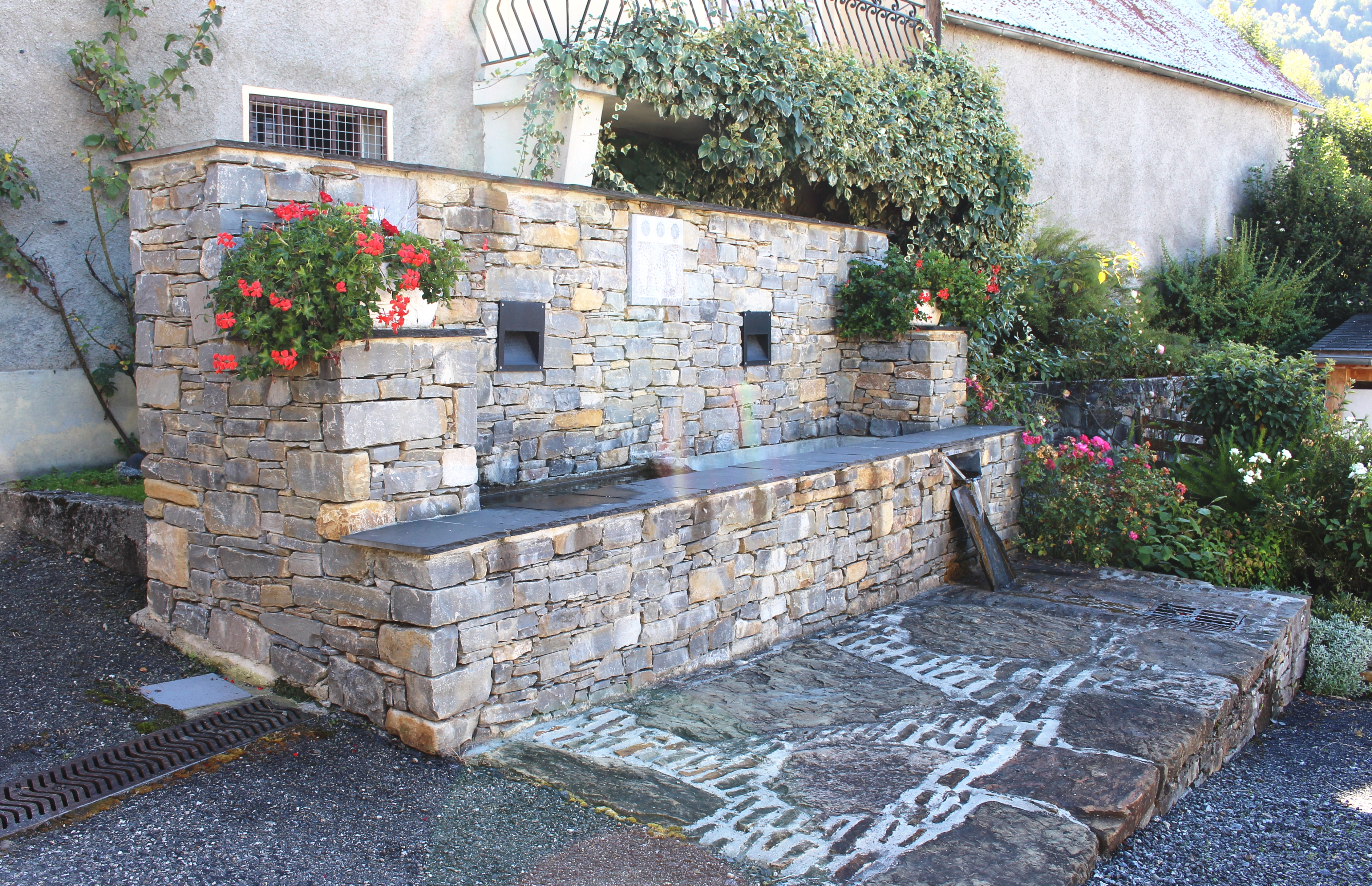
Lavoir d'Artalens
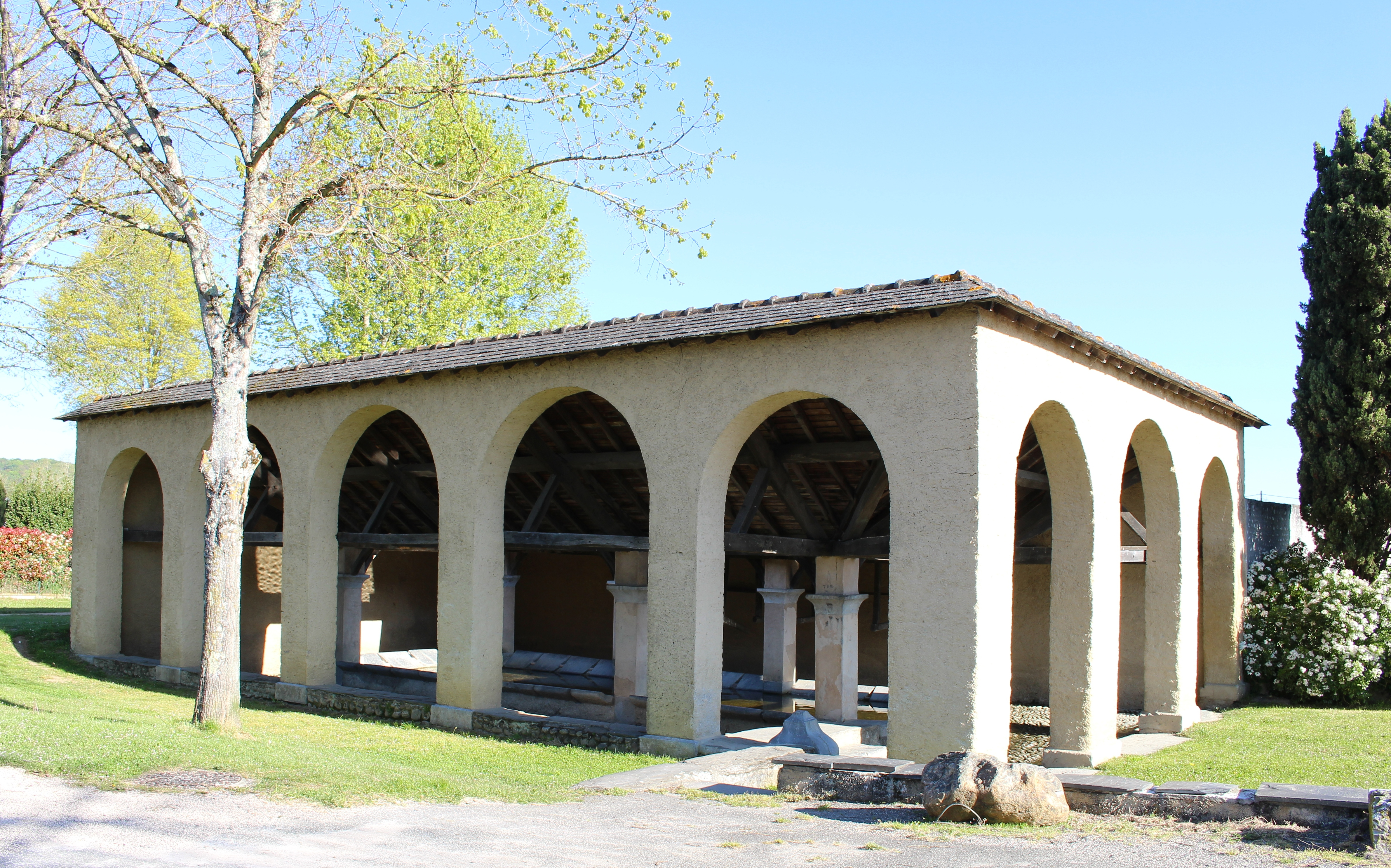
Lavoir d'Azereix
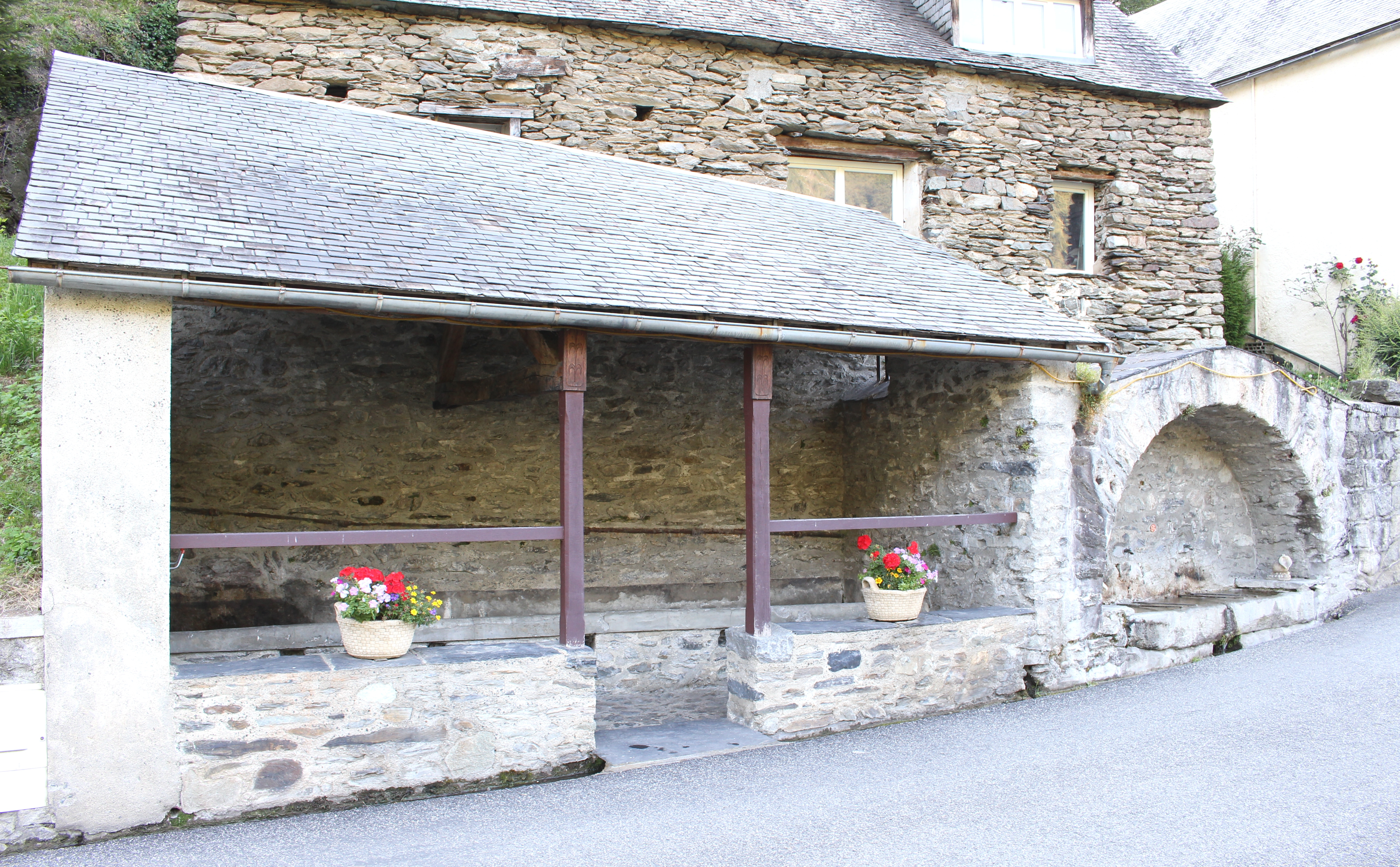
Lavoir de Chèze
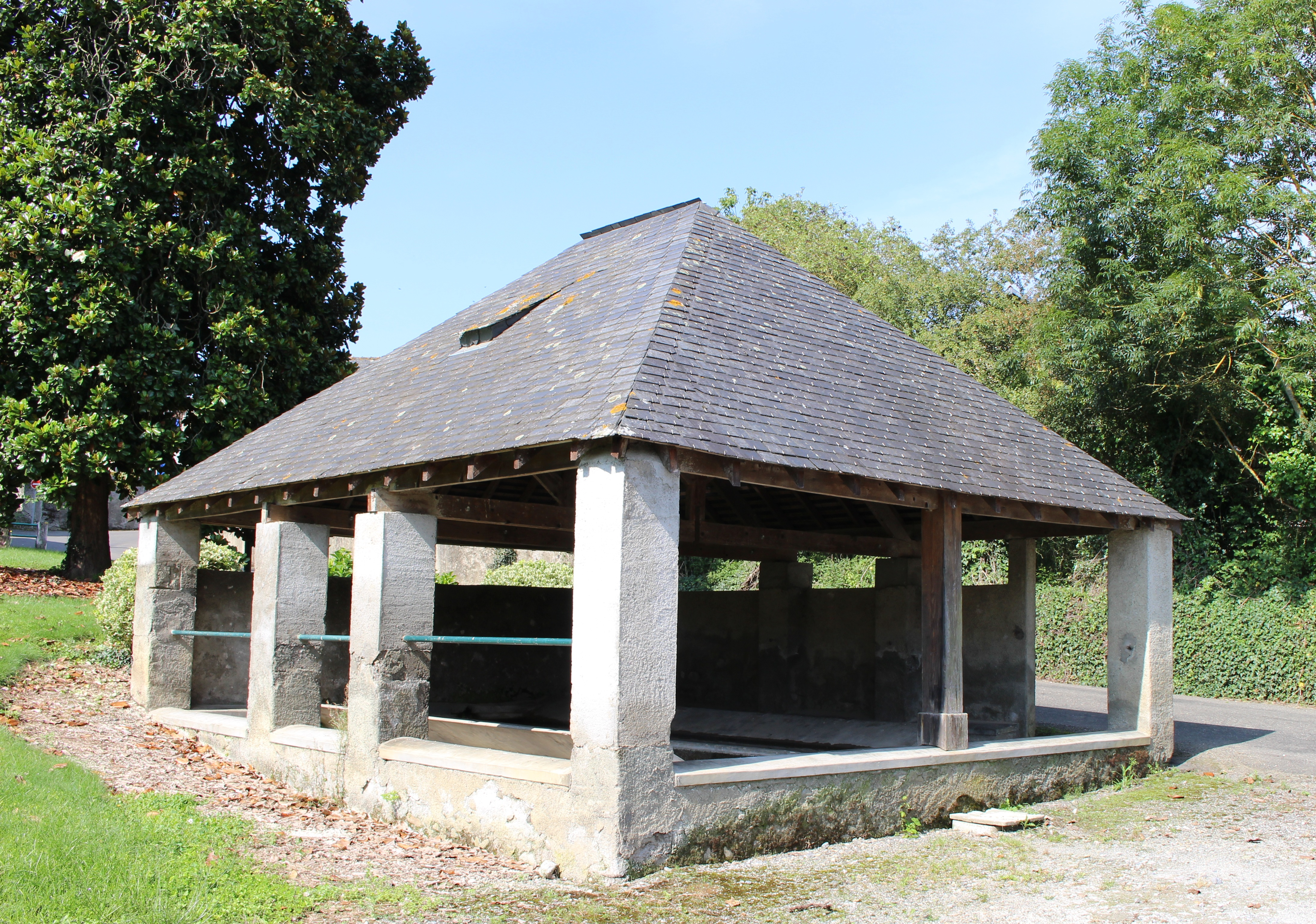
Lavoir de Louey
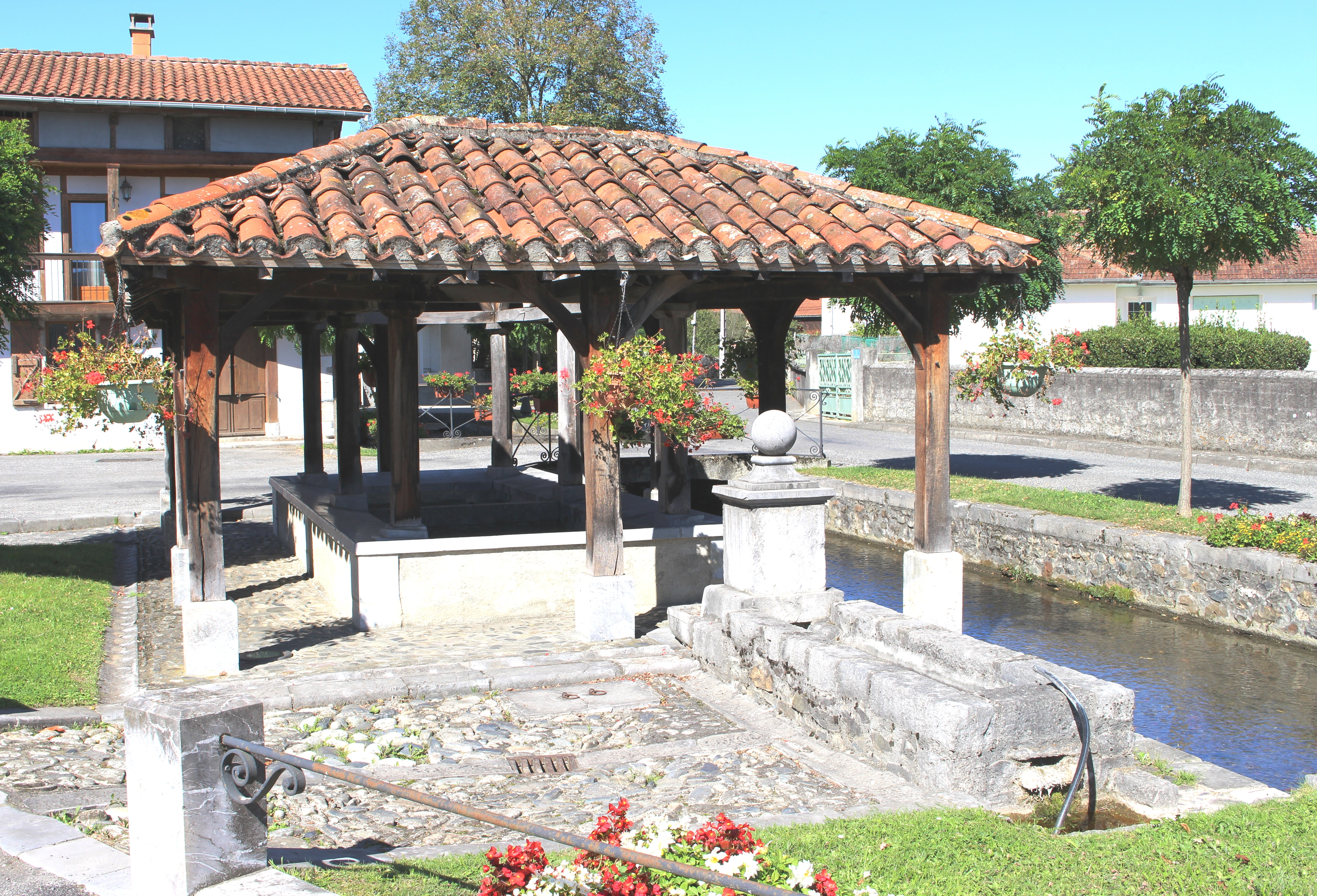
Lavoir de Mazères-de-Neste
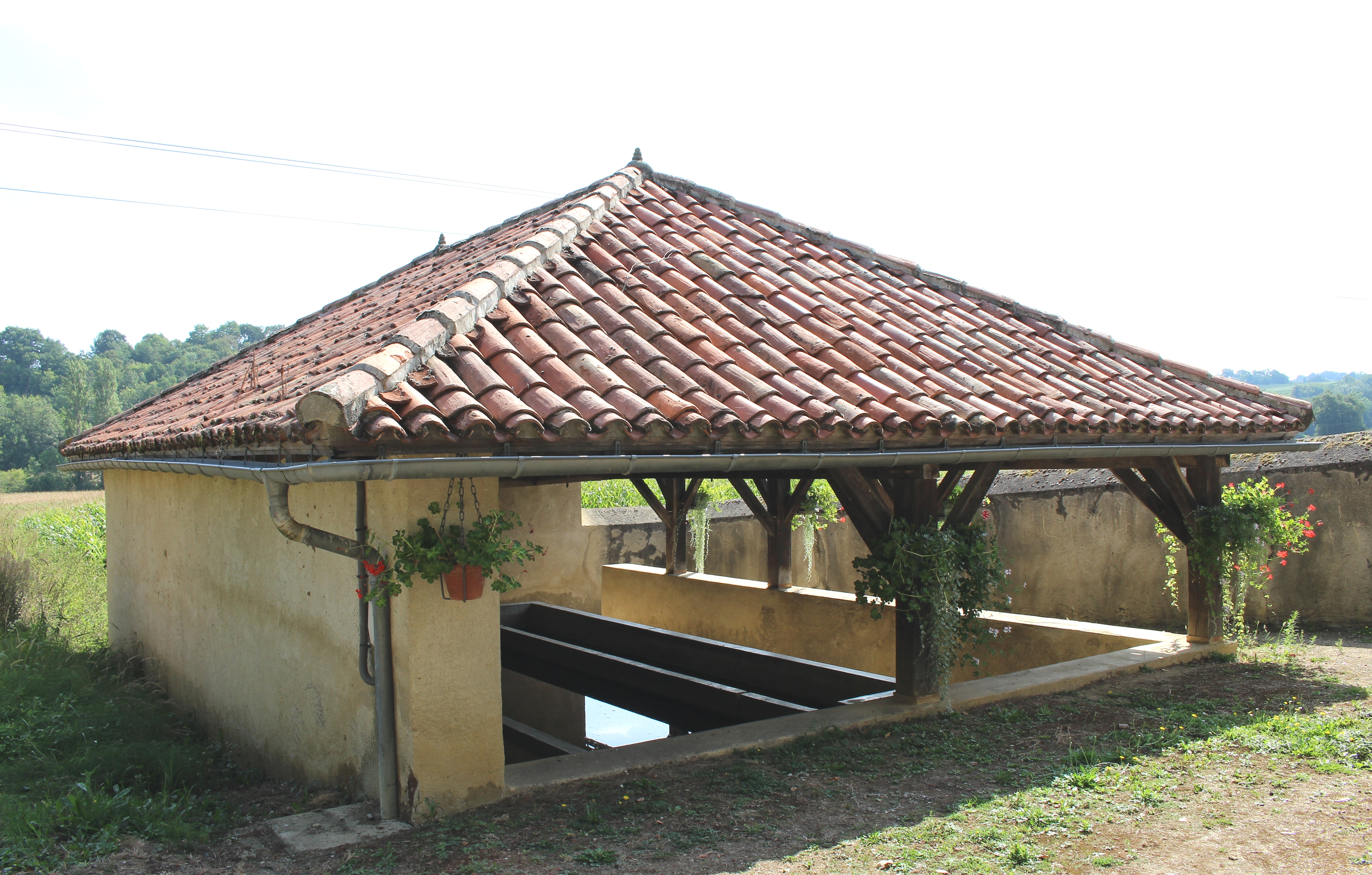
Lavoir de Madiran

### Labels
Dans les Hautes-Pyrénées, la vallée d'Aure et la vallée du Louron appartiennent au réseau Villes et Pays d'art et d'histoire.

## Principaux établissements culturels
Tarbes, chef-lieu de département, centralise les principaux établissements culturels. Le Haras national de Tarbes, avec une exposition tous les ans, est un endroit incontournable du patrimoine Bigourdan. On peut le visiter tous les jours. Le Musée Massey renferme plusieurs types de collection. Il abrite ainsi le musée des beaux-arts mais encore le musée international des Hussards. La salle d'exposition du Carmel lui est complémentaire.
Aux lieux d'exposition, s'ajoutent les différentes scènes de la ville dont celle de la Gespe consacrés aux musiques actuelles. Le principal théâtre tarbais reste celui des Nouveautés mais, Le Parvis, établissement culturel pluridisciplinaire alliant musique, danse et cinéma situé en périphérie au cœur du centre commercial Le Méridien, voit lui aussi se jouer en son sein de nombreuses pièces.
Le Parvis est encore à l'origine d'un réseau local de cinémas de proximité alimentant les salles d'Argelès-Gazost, d'Arrens-Marsous, de Bagnères-de-Bigorre, de Barèges, de Capvern-les-Bains, de Cauterets, de Cizos, de Gourette, de Laruns, de Loudenvielle, de Lourdes, de Luz-Saint-Sauveur, de Saint-Laurent-de-Neste et de Val-Louron.
Aussi, tout comme Tarbes, Bagnères-de-Bigorre est également doté d'un musée des beaux-arts dit musée Salies.

### Musées
- Musée Massey, (Tarbes)

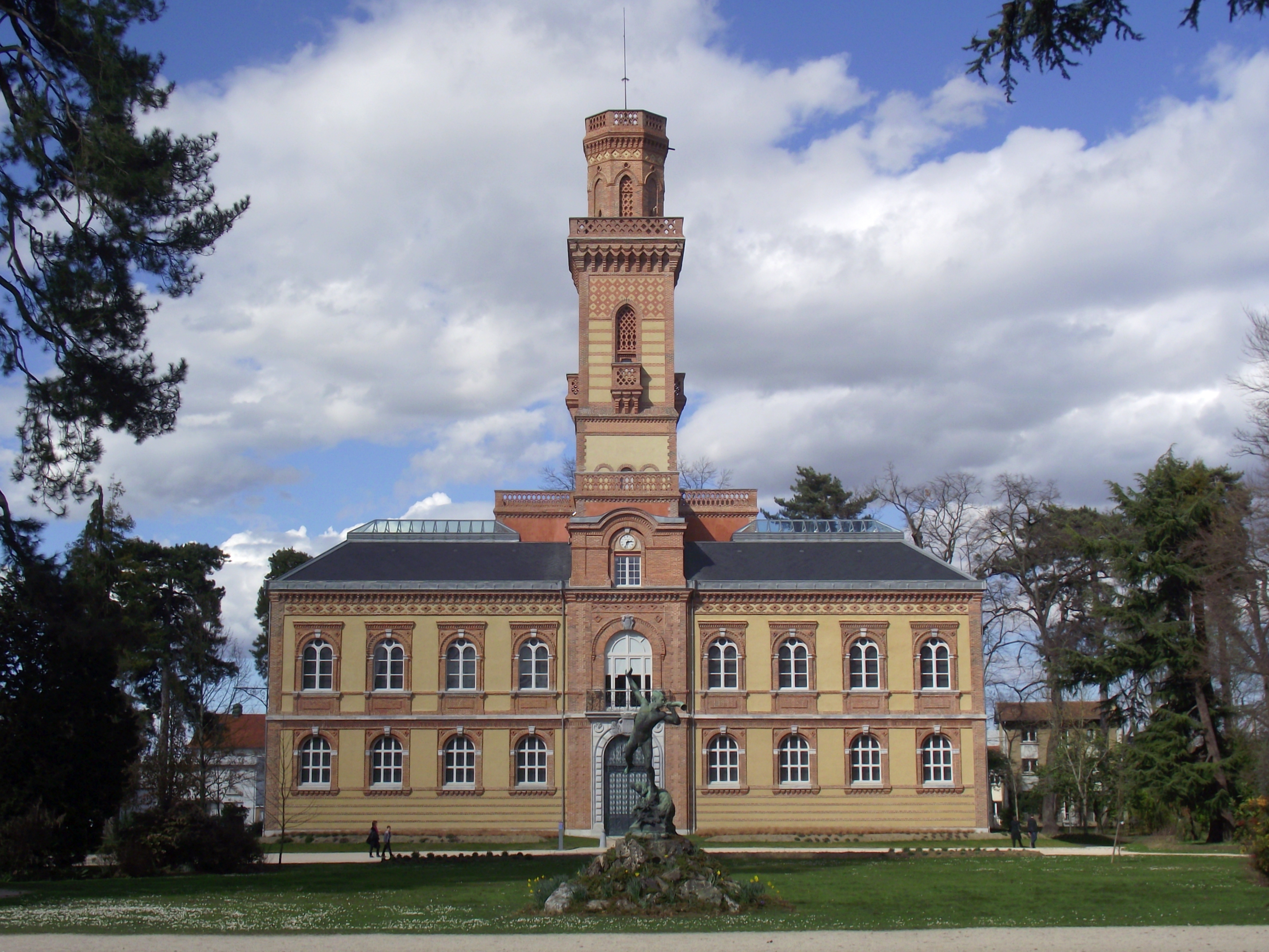
Le musée Massey.

- Musée pyrénéen de Lourdes, (Lourdes)
- Musée de la vallée d'Aure, (Ancizan
- Musée Salies, (Bagnères-de-Bigorre)
- Maison des sources, (Mauléon-Barousse)
- Maison du patrimoine, (Thermes-Magnoac)

## Principales manifestations culturelles
- Festival de Gavarnie
- Festival d'Anères
- Equestria
- Salon du Livre pyrénéen